# Trichestra anthophila
Trichestra anthophila là một loài bướm đêm trong họ Noctuidae.